# Karel Spáčil
Karel Spačil (Prostějov, 18 maggio 2003) è un calciatore ceco, difensore dello Hradec Králové in prestito dal Viktoria Plzeň.

## Carriera

### Club
Cresciuto nel settore giovanile del Prostějov, nel 2022 è stato ceduto in prestito al Blansko dove ha iniziato la sua carriera calcistica in terza divisione; rientrato al Prostějov, ha trascorso sei mesi da titolare in seconda divisione prima di passare a titolo definitivo allo Hradec Králové il 2 febbraio 2024. Ha debuttato in prima divisione il 17 febbraio nella partita pareggiata 0-0 contro il Sigma Olomouc ed il 2 marzo ha segnato il suo primo gol nella trasferta pareggiata 1-1 contro il Jablonec.
Il 28 gennaio 2025 è stato acquistato dal Viktoria Plzeň che lo ha lasciato in prestito allo Hradec Králové fino al termine della stagione.

### Nazionale
Ha giocato con le nazionali giovanili ceche Under-20 ed Under-21.

## Statistiche

### Presenze e reti nei club
Statistiche aggiornate al 7 giugno 2025.
| Stagione              | Squadra               | Campionato            | Campionato | Campionato | Coppe nazionali | Coppe nazionali | Coppe nazionali | Coppe continentali | Coppe continentali | Coppe continentali | Altre coppe | Altre coppe | Altre coppe | Totale | Totale | Totale |
| Stagione              | Squadra               | Comp                  | Pres       | Reti       | Comp            | Pres            | Reti            | Comp               | Pres               | Reti               | Comp        | Pres        | Reti        | Pres   | Reti   |        |
| --------------------- | --------------------- | --------------------- | ---------- | ---------- | --------------- | --------------- | --------------- | ------------------ | ------------------ | ------------------ | ----------- | ----------- | ----------- | ------ | ------ | ------ |
| 2022-2023             | Blansko               | MSFL                  | 13         | 0          | CRC             | 0               | 0               | -                  | -                  | -                  | -           | -           | -           | 13     | 0      |        |
| 2023-feb. 2024        | Prostějov             | FNL                   | 12         | 0          | CRC             | 1               | 0               | -                  | -                  | -                  | -           | -           | -           | 13     | 0      |        |
| feb.-giu. 2024        | Hradec Králové        | 1L                    | 15         | 3          | CRC             | 0               | 0               | -                  | -                  | -                  | -           | -           | -           | 15     | 3      |        |
| 2024-2025             | Hradec Králové        | 1L                    | 31         | 3          | CRC             | 3               | 0               | -                  | -                  | -                  | -           | -           | -           | 34     | 3      |        |
| Totale Hradec Králové | Totale Hradec Králové | Totale Hradec Králové | 46         | 6          |                 | 3               | 0               |                    | -                  | -                  |             | -           | -           | 49     | 6      |        |
| Totale carriera       | Totale carriera       | Totale carriera       | 71         | 6          |                 | 4               | 0               |                    | -                  | -                  |             | -           | -           | 75     | 6      |        |